# Льеблейн, Йенс
Йенс Даньел Каролус Льеблейн (23 декабря 1837, Осло — 13 августа 1911, Эйдсволл) — известный норвежский египтолог.

## Биография
Льеблейн родился в Осло в семье сапожника Йонаса Мартина Льеблейна и Анне Карине Хофгорд.
Отец Льеблейна умер в 1838 году, и ещё подростком Льеблейн начал работать на лесопилке. В свободное от работы время он изучал историю и языки, включая немецкий, французский, латинский и греческий. Через некоторое время Льеблейн начинает посещать школу в Осло, а с 1855 года он изучает филологию и историю в Университете Осло, окончив его в 1861 году. Начав изучение древнеиндийской культуры и санскрита, он затем сосредоточился на культуре Древнего Египта, обучаясь попеременно в Берлине, Париже, Турине, Лондоне и Лейдене. Льеблейн присутствовал на открытии Суэцкого канала в 1869 году, представляя там Норвегию вместе с драматургом Генриком Ибсеном. В 1876 году первым в Норвегии он получил должность профессора египтологии в Университете Осло. В 1866—1868 гг. он издавал журнал «Норден» и в 1877—1878 гг. — журнал «Nyt norsk Tidskrift» вместе с Эрнстом Сарсом.
В число главных трудов Льеблейна входят иероглифические словари: «Dictionnaire de noms hiéroglyphiques, en ordre généalogique et alphabétique», изданный на французском языке в 1871 году, и более поздний «Hieroglyphisches Namen-Wörterbuch, genealogisch und alphabetisch geordnet», выпущенный на немецком в 1891 году. Также в 1883—1885 гг. он опубликовал на норвежском языке три тома по древнеегипетской религии «Gammelægyptisk Religion, populært fremstillet».
Был женат на Йоханне Алетте Даньелсен в 1864—1866 гг., в 1869—1893 на Юнетте Ньелсен и с 1899 года — на Д. Л. Бродерсен. Отец писателя Северина Льеблейна. Умер в Эйдсволле в 1911 году.

## Награды
Льеблейн был кавалером Ордена Святого Олафа с 1889 года и командором этого ордена с 1905 года, офицером Ордена Короны Италии, кавалером португальского Ордена Христа, австрийского Ордена Железной короны и турецкого ордена Меджидие.